# Takayuki Hirao
Takayuki Hirao (平尾 隆之, Hirao Takayuki) est un auteur, scénariste et réalisateur d'anime japonais né le 10 janvier 1979, notamment connu pour ses travaux avec le studio Ufotable. 
Il est notamment le réalisateur de toutes les séquences animées et de l'adaptation en série animée des jeux God Eater, du cinquième volet de la franchise The Garden of Sinners (Spirale contradictoire), et des adaptations animées des mangas Gyo en 2012 et Coming Soon en 2021.

## Biographie

### Débuts dans l'animation
Takayuki Hirao est originaire de l'ancien village de Tsuda (en), aujourd'hui partie de la ville de Sanuki dans la préfecture de Kagawa. Il représentera ce village dans son court métrage de 2011 Sakura no Ondo, écrit et réalisé seul.
Il est diplômé du Osaka Designers' College, dans la promotion 1999 du département animation,. Il commence sa carrière dans l'animation peu après en rejoignant le studio Madhouse en tant que producteur en 1999, et participe par exemple en 2002 à la production du film Millennium Actress. Ses premiers pas en tant que réalisateur se font sur un épisode de la série Texhnolyze, en 2003.
Occupé et passionné par son rôle de producteur, il se désespère toutefois de voir ses collègues évoluer peu à peu vers des postes de réalisateur. Après sa première expérience de réalisation, il refuse des opportunités de producteur pour continuer dans la réalisation grâce au soutien de Satoshi Kon, qui lui permet de réaliser des épisodes de sa série Paranoia Agent,.

### Période Ufotable et départ du studio
Après son départ de Madhouse vers le studio Ufotable, il dirige en 2008 sa première œuvre en tant que réalisateur : Spirale contradictoire (Mujun Rasen), le cinquième volet de la série de films The Garden of Sinners (Kara no Kyōkai).
En 2011, il conçoit, écrit, réalise, et story-boarde seul le court-métrage Sakura no Ondo, une habitude qu'il prendra sur tous ses films suivants, y ajoutant même le rôle de directeur sonore à partir de Yoyo to Nene en 2013.
Depuis 2014, il rédige avec son ami Tetsurō Araki, autre réalisateur d'anime, une rubrique récurrente nommée Bariuta no Ai wo shiritai!! dans le magazine mensuel Animage.
En 2015, il est chargé de la réalisation de l'adaptation en série animée du jeu vidéo God Eater de Bandai Namco. Fidèle à son perfectionnisme, Hirao décide de se charger à nouveau en solitaire des scripts, story-boards et effets sonores des épisodes de la série en plus de son poste de réalisateur général. Mais cette méthode de travail se retourne contre lui et provoque des retards et décalages de diffusion, cassant totalement le rythme de production final de la série. Après cette débâcle, il quitte le studio Ufotable en 2016 et travaille depuis comme réalisateur indépendant,.
Marqué par cet échec, Hirao retourne à l'animation à nouveau avec Tetsurō Araki, qui lui permet de réaliser des épisodes de Kabaneri of the Iron Fortress et des scènes sur L'Attaque des Titans chez Wit Studio alors qu'il n'avait pas encore trouvé de nouvel emploi,.

### Carrière enfreelance
En 2019, il produit sa première œuvre non-animée en écrivant le light novel Nokemono Ōji to Bakemono Hime aux éditions Fujimi.
Il signe son retour à la réalisation en 2021 avec le film Pompo The Cinephile, qu'il réalise grâce à l'aide d'un ancien producteur de chez Bandai Namco qu'il a contacté de lui-même alors qu'il s'agissait de la personne à l'origine du projet transmédia God Eater qui l'avait fait quitter Ufotable. Il ramène également pour ce film un producteur qu'il avait connu à Madhouse, Ryōichirō Matsuo, qui a entre-temps fondé le studio CLAP (ja) où sera produit le film ainsi que diverses productions suivantes d'Hirao,. Le film sort d'abord en France en 2023 sous le nom de Coming Soon lors d'une sortie cinéma limitée (200 copies), avant de ressortir avec le nom international anglais en juillet 2024.
En 2023, il annonce travailler sur un nouveau film au scénario original avec la même équipe que Coming Soon, toujours au studio CLAP, sous le nom de code Wasted Chef et sans date de sortie prévue.

## Style et influences
Hirao évoque régulièrement sa tendance à concevoir des œuvres ayant pour thème une minorité qui se rebelle face à une majorité, le « petit qui se venge du gros », un aspect qu'il juge exacerbé depuis qu'il travaille comme indépendant, mais tout en voulant le transmettre de façon accessible à cette majorité, tant dans le ton que le style. Il se juge lui-même comme ayant été « sauvé » par des œuvres où des personnages en marge de la société prennent leur revanche face à elle, comme les films Patlabor ou Nadia, le secret de l'eau bleue ou le manga Akira.
Il est vu comme un des représentants et une des têtes pensantes d'une ère avant-gardiste voire « subversive » du studio Ufotable dans les années 2000 et de sa transition vers un studio moderne et à la pointe dans les effets visuels dans les années 2010,, ainsi que comme un réalisateur exploitant la narration non linéaire et les effets de montage dans ses films, très influencé par son travail avec Satoshi Kon, et par des réalisateurs occidentaux comme Martin Scorcese, Danny Boyle et George Romero. Hirao est également vu comme un artiste ambitieux, parfois trop, comme l'a montré son échec sur God Eater ; un aspect qu'il évoquera lui-même dans Coming Soon quelques années plus tard.

## Filmographie
Sauf référence explicite contraire, les informations présentées sur cette section proviennent des cartons de crédits des œuvres mentionnées, ou de bases de données en ligne compilant ces crédits,.

### Séries animées principales
| Année     | Titre                               | Rôle(s) (génériques)                                                |
| --------- | ----------------------------------- | ------------------------------------------------------------------- |
| 2003      | Texhnolyze                          | Story-board d'épisodes                                              |
| 2004      | Paranoia Agent                      | Réalisation et story-board d'épisodes                               |
| 2005      | Futakoi alternative                 | Chief director (second réalisateur)                                 |
| 2007      | Gakuen Utopia Manabi Straight! (en) | Technical director, réalisation et story-board d'épisodes           |
| 2015–2016 | God Eater                           | Réalisateur, co-scénariste, story-board, directeur audio            |
| 2016      | Kabaneri of the Iron Fortress       | Réalisation et story-board d'épisodes                               |
| 2017      | L'Attaque des Titans (saison 2)     | Réalisation et story-board d'épisodes                               |
| 2022      | Spy × Family                        | Réalisation, story-board et direction artistique de générique (ED2) |

### Films
| Année | Titre                                                  | Rôle(s)                                                                     |
| ----- | ------------------------------------------------------ | --------------------------------------------------------------------------- |
| 2008  | The Garden of Sinners, film 5 - Spirale contradictoire | Réalisateur                                                                 |
| 2009  | The Garden of Sinners, film 7 - Enquête criminelle 2.0 | Co-réalisateur, story-board,                                                |
| 2011  | Sakura no Ondo (ja)                                    | Concept original, réalisateur, scénariste                                   |
| 2013  | Magical Sisters Yoyo & Nene (en)                       | Réalisateur, co-scénariste, story-board, directeur audio                    |
| 2021  | Pompo The Cinephile                                    | Réalisateur, scénariste, story-board, directeur audio, directeur artistique |
| TBD   | Wasted Chef                                            | Concept original, réalisateur, scénariste                                   |

1. ↑  Le septième film Garden of Sinners est crédité au nom de Shinsuke Takizawa pour la réalisation et le story-board ; il s'agit d'un pseudonyme collectif utilisé par divers réalisateurs du studio Ufotable qui ont remplacé le réalisateur prévu initialement pour diriger le film.

### Autres
| Année | Titre                                    | Type         | Rôle(s)                                                               |
| ----- | ---------------------------------------- | ------------ | --------------------------------------------------------------------- |
| 2009  | God Eater                                | OVA          | Réalisateur                                                           |
| 2010  | Gods Eater Burst                         | Jeu vidéo    | Réalisation et story-board des génériques                             |
| 2012  | Gyô                                      | OVA          | Réalisateur, story-board, co-scénariste                               |
| 2013  | God Eater 2                              | Jeu vidéo    | Réalisation et story-board des génériques                             |
| 2015  | God Eater 2: Rage Burst                  | Jeu vidéo    | Réalisation et story-board des génériques                             |
| 2017  | Shin Megami Tensei: Deep Strange Journey | Jeu vidéo    | Réalisation et story-board du générique d'ouverture                   |
| 2021  | CIEL (ja) - Mado wo Akete                | Clip musical | Réalisateur, directeur artistique, story-board, animation-clé, décors |